# Архин, Фрэнк
Фрэнк Архин (англ. Frank Arhin; род. 16 февраля 1999, Гана) — ганский футболист, полузащитник.

## Клубная карьера
Воспитанник ганского отделения академии «Райт ту Дрим». 9 августа 2017 года стал игроком «Эстерсунда», подписав контракт на четыре года. 9 сентября дебютировал в чемпионате Швеции в домашней игре с «Эскильстуной». Архин вышел в стартовом составе и на 55-й минуте был заменён на Самана Годдоса. 14 октября во встрече с «Эребру» он забил первый мяч за клуб. 7 декабря в заключительном матче группового этапа Лиги Европы дебютировал в еврокубках в матче против немецкой «Герты», появившись на поле на последней минуте второго тайма вместо Рональда Мукииби. В турнирной таблице группы «Эстерсунд» занял второе место и вышел в плей-офф турнира. В 1/16 финала клуб встречался с лондонским «Арсеналом». В ответном матче на «Эмирейтс» Фрэнк вышел на замену на 80-й минуте, поучаствовав тем самым в победе над англичанами со счётом 2:1.
1 марта 2019 года на правах аренды до конца сезона перешёл в «Далькурд», выступавший в Суперэттане. Первую игру в его составе провёл в первом туре нового чемпионата против «Эстера», завершившемся нулевой ничьей. 15 июня в гостевом поединке с «Фреем» забил свой первый и единственный гол, который впоследствии оказался победным. За время аренды принял участие в 25 матчах во всех турнирах и забил один мяч.

## Карьера в сборных
В феврале 2019 года в составе юношеской сборной Ганы принимал участие в Кубке африканских наций в Нигере. На групповом этапе сборная Ганы провела три поединка и заняла третье место в группе. Во всех встречах Архин оставался в запасе.
В ноябре 2019 года в составе уже молодёжной сборной играл на молодёжном Кубке африканских наций. Дебютировал в её составе 14 ноября в заключительном туре группового этапа против Мали, выйдя на замену в середине второго тайма.

## Клубная статистика
| Выступление      | Выступление      | Выступление      | Лига | Лига | Кубки | Кубки | Конт. кубки | Конт. кубки | Итого | Итого |
| Клуб             | Лига             | Сезон            | Игры | Голы | Игры  | Голы  | Игры        | Голы        | Игры  | Голы  |
| ---------------- | ---------------- | ---------------- | ---- | ---- | ----- | ----- | ----------- | ----------- | ----- | ----- |
| Эстерсунд        | Аллсвенскан      | 2017             | 2    | 1    | 1     | 0     | 1           | 0           | 4     | 1     |
| Эстерсунд        | Аллсвенскан      | 2018             | 10   | 0    | 3     | 0     | 1           | 0           | 14    | 0     |
| Эстерсунд        | Аллсвенскан      | 2020             | 7    | 0    | 2     | 0     | 0           | 0           | 9     | 0     |
| Эстерсунд        | Аллсвенскан      | 2021             | 16   | 0    | 4     | 0     | 0           | 0           | 20    | 0     |
| Эстерсунд        | Итого            | Итого            | 35   | 1    | 10    | 0     | 2           | 0           | 47    | 1     |
| → Далькурд       | Суперэттан       | 2019             | 24   | 1    | 1     | 0     | 0           | 0           | 25    | 1     |
| → Далькурд       | Итого            | Итого            | 24   | 1    | 1     | 0     | 0           | 0           | 25    | 1     |
| Всего за карьеру | Всего за карьеру | Всего за карьеру | 59   | 2    | 11    | 0     | 2           | 0           | 72    | 2     |